# Ageneiosus inermis
Ageneiosus inermis is een straalvinnige vissensoort uit de familie van de houtmeervallen (Auchenipteridae). De wetenschappelijke naam werd  gepubliceerd in 1766 door Carl Linnaeus.